# Oleg Maskajev
Oleg Alexandrovič Maskajev (rusky: Олег Александрович Маскаев; * 2. března 1969 Abaj) je bývalý boxer. Narodil se v Sovětském svazu na území současného Kazachstánu v mordvinské rodině, reprezentoval Sovětský svaz, Rusko a Uzbekistán, v roce 2004 získal americké občanství (v USA žije od roku 1999 dosud), v roce 2006 ruské. Označuje se za Rusa či Rusoameričana. V letech 1995-2013 působil v profesionálním ringu, v letech 2006-2008 držel titul profesionálního mistra světa v těžké váze (WBC). Titul získal porážkou Američana Hasima Rahmana. Ztratil ho porážkou od Nigerijce Samuela Petera (když už předtím mu byl předběžně odebrán, protože nemohl kvůli zranění zad nastoupit více než rok do ringu). V profiringu nastoupil ke 46 utkáním, z nichž 39 vyhrál a sedm prohrál.